# Aviasud Mistral
Die Aviasud Mistral ist ein zweisitziger Ultraleichtdoppeldecker des französischen Herstellers Aviasud Engineering. Bemerkenswert bei diesem Flugzeug sind die nach vorne gepfeilten Tragflächen und die nebeneinander positionierten Sitze. Die unteren Tragflächen sind beweglich und dienen als Querruder. Das Flugzeug wurde zusammen mit der Sirocco später vom belgischen Unternehmen Aériane übernommen.

## Entwicklung und Konstruktion

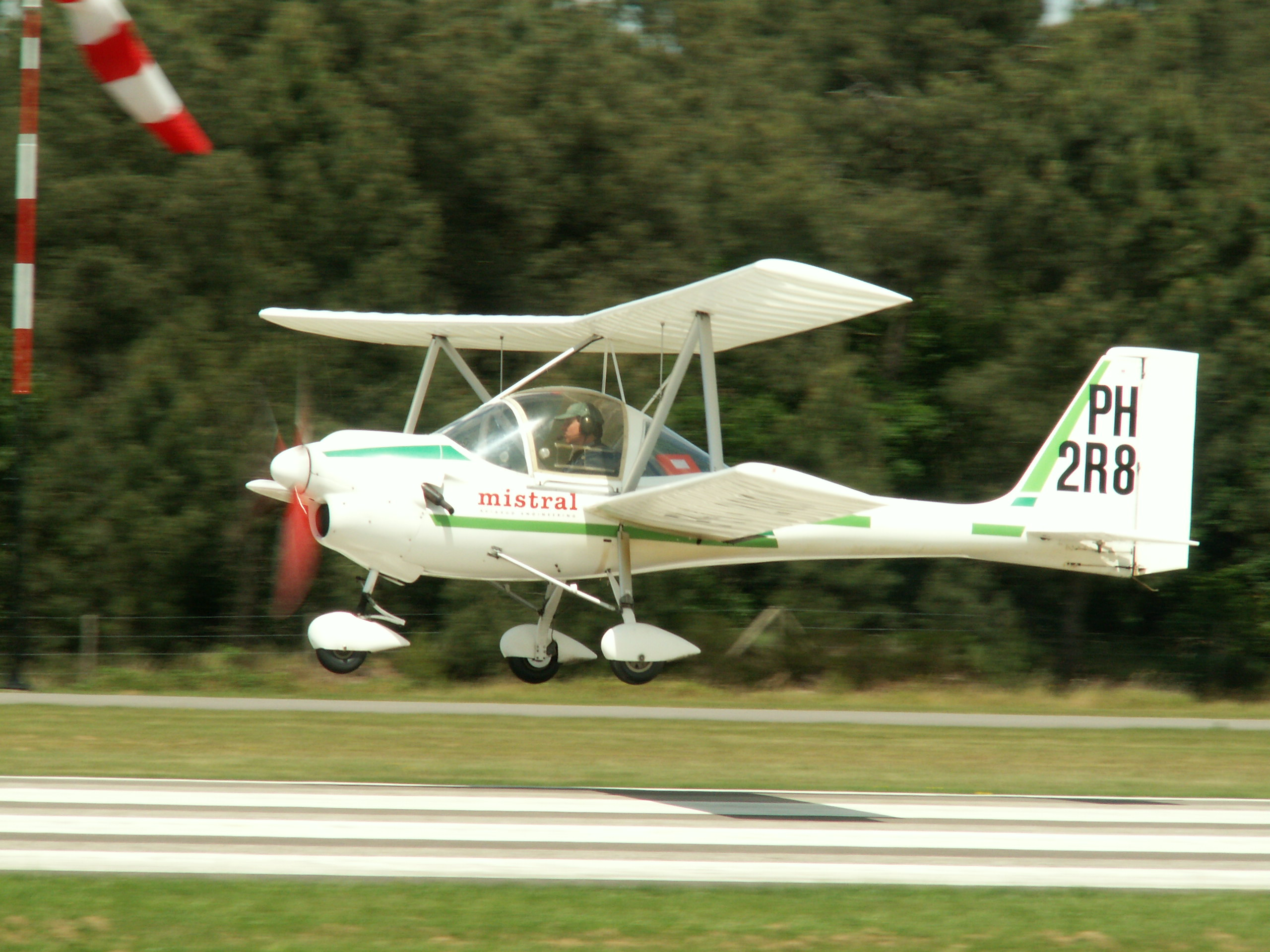

Die Aviasud Mistral wurde von den belgischen Konstrukteuren Francois Goethals und Bernard d'Otreppe entwickelt. Der Prototyp absolvierte seinen Jungfernflug im Mai 1985 und ging im Anschluss bei AviaSud in Fréjus in Serie. Das erste in Serie produzierte Exemplar hatte seinen Erstflug im Februar 1986. Aviasud baute über 200 Einheiten. Des Weiteren wurde das Muster auch von Ultraleger Industria Aeronáutica Ltda in Brasilien gefertigt.

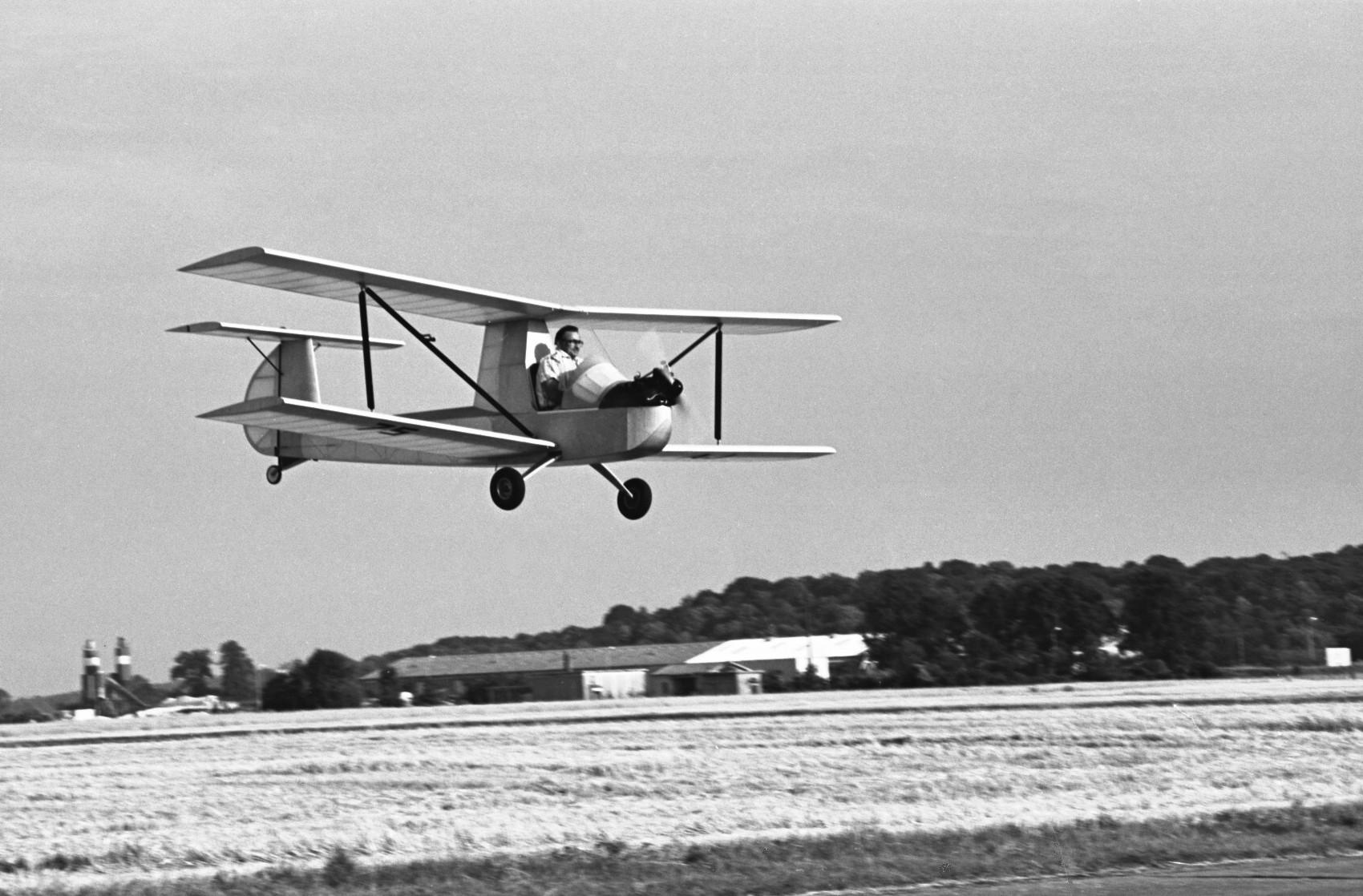
Dieses unbekannte Ultraleichtflugzeug war die Basis für die Mistral

Die Mistral ist ein Doppeldecker und besteht aus einer Kombination von Holz und Verbundwerkstoffen. Die Tragflächen sind nach vorne gepfeilt. Die unteren Tragflächen sind beweglich und dienen als Querruder. Das Leitwerk besteht aus einem konventionellen Seitenruder und einem Pendelhöhenruder. Das Flugzeug verfügt über ein Bugradfahrwerk und einen Motor von BRP-Rotax. Die Mistral hat ein geschlossenes Cockpit mit zwei nebeneinander angeordneten Sitzen, die vor den Tragflächen positioniert sind.
Am 4. Mai 1987 flog Nicolas Hulot mit einer Mistral als erster mit einem Ultraleichtflugzeug zum Nordpol.

## Varianten

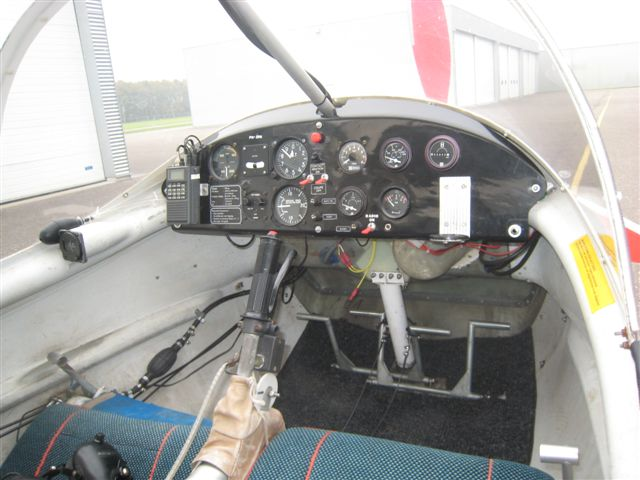
Cockpit einer Aviasud Mistral

Mistral
Ursprüngliche Version mit Rotax 532 mit 47 kW (64 PS)
Mistral 503
Schwach motorisierte, sparsame Version mit Rotax 503 mit 37 kW (50 PS)
AE 206 Mistral
Angetrieben von einem Rotax 582 mit 48 kW (65 PS)
AE 206 US
„Ultraleise“ Version mit größerem, niedrigerdrehendem Propeller.
AE 207 Mistral Twin
Zweimotorige Version für Werbe- und Überwachungsflüge, zusätzlicher Rotax 503 in Pusher-Konfiguration über den Tragflächen, 30 gebaute Einheiten bis 1999

## Zwischenfälle
- Am 4. September 1988 startete eine Aviasud Mistral 532 GB von einem privaten Flugplatz in Sidbury, Devon. Während des Steigflugs driftete die Maschine nach links und berührte dabei die Spitzen der Bäume, die am südwestlichen Ende der Startbahn standen. Daraufhin rollte die Maschine zunächst um 360 Grad und stürzte dann auf den Boden. Beide Insassen wurden bei dem Unfall schwer verletzt. Der Passagier starb später an seinen Verletzungen.[7]

## Technische Daten (AE 206)
| Besatzung             | 1                    |
| Passagiere            | 1                    |
| Länge                 | 5,66 m (18,6 ft)     |
| Spannweite            | 9,4 m (30,8 ft)      |
| Höhe                  | 2,25 m (7,4 ft)      |
| Flügelfläche          | 16,39 m² (176,4 ft²) |
| Leermasse             | 205 kg (452 lb)      |
| max. Startmasse       | 390 kg (860 lb)      |
| Höchstgeschwindigkeit | 155 km/h (84 kn)     |
| Reisegeschwindigkeit  | 90 km/h (49 kn)      |
| Steigleistung         | 760 ft/min           |
| Dienstgipfelhöhe      | 15.000 ft (4.572 m)  |
| Reichweite            | 530 km (329 mi)      |